# Andrés Lewin
Andrés Lewin, el seu nom complet seria Andrés Demian Lewin Pérez (Buenos Aires, 8 de juny de 1978-Madrid, 5 de gener de 2016) va ser un cantautor independent argentí, radicat a Madrid des de 1988. Es va llicenciar en psicologia a la Universitat Complutense de Madrid, i va estudiar realització de cinema a l'Institut Puerta Bonita.
Va néixer a Buenos Aires el 1978. Deu anys després es va traslladar a San Cristóbal de los Ángeles (Madrid), ciutat on va residir des de llavors. Al començament de l'any 2000 va començar la seva carrera musical en el circuit de petits locals. El 2003 va editar el seu primer disc per al segell Sustanzia Records, titulat Agencia de viajes. Gravat entre abril i juliol de 2003 als estudis Serendipity de Madrid, va comptar amb la producció de Gonzalo Lasheras i Tito Dávila. L'amor i desamor, o la complexitat de les relacions personals des d'una òptica homosexual, són les constants de les seves cançons, encara que el resultat final sigui un disc més proper al pop que a la música de cantautor. Les cançons més conegudes de l'enregistrament són «Despeinado» i «Javi y Pablo».
Andrés Lewin va morir a Madrid el 5 de gener de 2016, deixa un disc pòstum que va ser editat el gener de 2016: La tristeza de la Vía Láctea. Mesos abans havia demanat que li diguessin pel seu segon nom Demian.
Malgrat les seves reticències a ser considerat cantautor, Lewin afirmava ser «un compositor que canta les seves cançons». Compromès amb la causa de les minories sexuals, va revelar públicament la seva homosexualitat.

## Discografia
- Objetos perdidos (maqueta) (2002)
- Agencia de viajes (2003)
- Animales y aeropuertos (2008)
- La tristeza de la Vía Láctea (2016)